# 抗日戰爭領導權爭議
抗日战争领导权争议，主在討論關於在中國抗日戰爭中由誰實際領導，是史學界爭議較大的問題。史學界主要有以下數項說法：共產黨領導說、國民党領導说、國共兩黨共同領導說、國共兩黨分別領導或共同合作進行說、領導權轉移或消長說等等。

## 共產黨領導說
共產黨領導說。大陸學界，特別是中共黨史、中國革命史學界絕大多數人都持此觀點。他們認為，中國共產党代表了全國人民的利益，提出了完整的政治主張和軍事策略，而且八路軍、新四軍以及其他人民軍隊開辟了戰後戰場，成為了抗戰中的「中流砥柱」（見抗戰主力之爭）。
另一種說法雖亦同意共產黨領導了抗日戰爭，「在較大程度取得了抗戰的領導權」，但認為共產黨只於政治上領導了抗日戰爭。肖一平等認為：「无产阶级实现抗日民族统一战线的领导权，主要表现在政治领导上。」
也有學者反對以上的意見，認為將領導權歸於共黨過於簡單，指「總不能說共产党领导了国民党，標準领导了国民党的反共政策，领导了湘桂大溃退，等等。

## 國民黨領導說
国民党領導說。此說主要由臺灣學者支持，但至20世紀80年代開始大陸學界也有人認為由國民黨領導。
1985年，在大陸舉行的纪念抗日战争胜利四十周年学术讨论会上，有學者主此說。其認為南京國民政府是中國當時惟一合法的政府，而且當時共產黨的方針、作戰計劃也要由國民政府批准同意才能實施，認為應是國民黨領導。

## 延伸閱讀
- 尹國明. . 思想理論教育導刊. 2015, (11): 55-58.
- 劉洪英. . 徐州工程學院學報(社會科學版). 2012, 27 (01): 37-40.
- 李秀芳; 吳永. . 西安交通大學學報(社會科學版). 2005, (03): 45-49.
- 李茂盛. . 晉陽學刊. 1993, (05): 70-73.
- 郭德宏. . 東岳論叢. 2005, (04): 5-8.
- 郭德宏. . 安徽史學. 1995, (01): 66-71.